# Cyphomyrmex wheeleri
Cyphomyrmex wheeleri es una especie de hormiga del género Cyphomyrmex, tribu Attini, familia Formicidae. Fue descrita científicamente por Forel en 1900.
Se distribuye por México y Estados Unidos. Se ha encontrado a elevaciones de hasta 1540 metros. Habita en pastizales y bosques de robles.